# 港区立赤坂小学校
港区立赤坂小学校（みなとくりつ あかさかしょうがっこう）は、東京都港区赤坂八丁目にある公立小学校である。付近には港区立赤坂中学校と港区立中之町幼稚園がある。旧檜町小学校の地に校舎がある。

## 沿革
- 1873年（明治6年）- 赤坂一ツ木町に旧赤坂小学校の前身である第三中学区第三番小学校茜陵学校（せんりょうがっこう）が設立された。
- 1875年（明治8年） - 校舎増改築を機に赤坂小学校と改称[1]。
- 1889年（明治22年） - 中之町分校（檜町小学校[2]）が設けられた。市制施行に伴い東京市管轄となる。
- 1908年（明治41年） - 氷川小学校が設けられた。
- 1929年（昭和4年） - 氷川小は勝海舟邸宅跡に移転。
- 1941年（昭和16年） - 国民学校令にともない各校とも改称（赤坂国民学校、檜町国民学校、氷川国民学校）。
- 1942年（昭和17年） - 檜町国民学校（檜町小）は、乃木希典の旧邸宅及び乃木神社がある場所柄もあり、乃木国民学校と改称した。
- 1947年（昭和22年） - 終戦後（敗戦後）、学校教育法の施行にともない、それぞれ港区立の小学校となる。
- 1991年（平成3年）4月 - 赤坂小学校と檜町小学校を統合。校地は檜町小学校。
- 1992年（平成4年）
  - 4月4日 - 赤坂小学校廃止
  - 9月25日 - 檜町、氷川両小学校の廃止と（新）赤坂小学校設置が決定される。
- 1993年（平成5年）
  - 3月31日 - 檜町小学校と氷川小学校が廃止される。
  - 4月1日 - 旧檜町小学校の現在地に（新）港区立赤坂小学校が開校。
- 1994年（平成6年）4月1日 - 港区研究奨励校となる。
- 1999年（平成11年）1月18日 - サイエンスグランプリ学校賞受賞。
- 2010年（平成22年）4月1日 - 東京都人権尊重教育推進指定校。
- 2011年（平成23年）3月31日 - 東京都健康研究推進校優秀校授賞。

## 教育方針
教育目標
「やさしさと思いやりのある子」「よく学びよく遊ぶ子」「心と体をきたえる子」
小学校の児童数と教員数
| 年度     | 児童総数 | 1年生 | 2年生 | 3年生 | 4年生 | 5年生 | 6年生 | 教員数 | 職員数 |
| -------- | -------- | ----- | ----- | ----- | ----- | ----- | ----- | ------ | ------ |
| 平成23年 | 365人    | 63人  | 68人  | 62人  | 57人  | 65人  | 50人  | 18人   | 12人   |
| 平成24年 | 377人    | 53人  | 66人  | 76人  | 62人  | 57人  | 63人  | 18人   | 7人    |
| 平成25年 | 352人    | 58人  | 50人  | 64人  | 70人  | 58人  | 52人  | 18人   | 4人    |
| 平成26年 | 353人    | 59人  | 59人  | 50人  | 61人  | 68人  | 56人  | 19人   | 4人    |
| 平成27年 | 358人    | 64人  | 57人  | 58人  | 50人  | 62人  | 67人  | 18人   | 4人    |
| 平成28年 | 371人    | 64人  | 68人  | 62人  | 60人  | 51人  | 66人  | 21人   | 5人    |
| 平成29年 | 385人    | 66人  | 67人  | 72人  | 61人  | 65人  | 54人  | 23人   | 4人    |
| 平成30年 | 428人    | 93人  | 70人  | 68人  | 70人  | 61人  | 66人  | 24人   | 4人    |
| 令和元年 | 456人    | 87人  | 97人  | 69人  | 68人  | 74人  | 61人  | 25人   | 5人    |
| 令和2年  | 502人    | 97人  | 86人  | 102人 | 70人  | 68人  | 79人  | 24人   | 4人    |
| 令和3年  | 513人    | 101人 | 91人  | 85人  | 98人  | 70人  | 68人  | 28人   | 6人    |
| 令和4年  | 537人    | 108人 | 98人  | 86人  | 82人  | 95人  | 68人  | 29人   | 6人    |
| 令和5年  | 581人    | 118人 | 104人 | 97人  | 86人  | 81人  | 95人  | 33人   | 3人    |

## 通学区域
住所別通学区域（平成27年4月1日から適用）
| 六本木二丁目 | 元赤坂一丁目、二丁目 | 赤坂一丁目 - 九丁目 | 南青山一丁目 |
| ------------ | -------------------- | ------------------- | ------------ |
| 全域         | 全域                 | 全域                | 13 - 26番    |

進学先中学校（平成27年4月1日から適用）
| 小学校学校名     | 中学校学校名     |
| ---------------- | ---------------- |
| 港区立赤坂小学校 | 港区立赤坂中学校 |

## 交通
鉄道
- 東京メトロ千代田線
  - 赤坂駅から、徒歩5分。
  - 乃木坂駅から、徒歩5分。
- 都営地下鉄大江戸線六本木駅から、徒歩10分。

バス
- 港区コミュニティバス「ちぃばす」赤坂ルートで、「赤坂小前」バス停下車。

## 関係者
出身者
旧･赤坂小学校
- 黒田清輝 - 画家
- 徳川夢声 - 弁士・漫談家
- 萬龍 - 芸妓 / 一時通うも、出で立ちが派手なため通学拒否されたとのこと。徳川夢声と同級生にあたる。
- 辻邦生 - 作家
- 神田正輝 - 俳優 / のち四谷四小へ転校
- 小巻亜矢 - 実業家、サンリオエンターテイメント社長、サンリオピューロランド館長

旧･檜町小学校（旧名･中之町小学校）
- 辰野隆 - 仏文学者 / 里見弴と同期
- 里見弴 - 作家 / のち番町小、学習院初等科へ転校
- 宮岡公夫 - 実業家、元日本郵船社長
- 鳥飼玖美子 - 通訳者・翻訳者、立教大学名誉教授、日本通訳翻訳学会名誉会員 / 3年次に東洋英和女学院小に編入。
- 金平桂一郎 - ボクシングプロモーター
- 城内実 - 政治家、官僚 / 一時在籍
- 石渡美奈 - 実業家、ホッピービバレッジ社長

旧･氷川小学校
- 杉山和男 - 官僚、元通産省事務次官
- 光川京子 - 女優
- 森章二 - 俳優
- 桂宥子 - 翻訳家

## 港区立赤坂小学校（旧）
1873年から1992年まで、赤坂小学校（旧）が設けられていた。現在の赤坂小学校（新）の前身にあたる檜町小学校（旧）の地に併合されるまで、かつて大岡越前守の屋敷があった青山通り沿い界隈（港区赤坂4-1-26）の地に存在した。跡地には現在国際医療福祉大学が建設された。

### 歴史
- 1873年（明治6年）6月30日 - 寄付金により校舎着工する。第三中学区第三番小学校茜陵学校（せんりょうがっこう）開校。
- 1875年（明治8年） - 校舎増改築を機に赤坂小学校と改称。
- 1879年（明治12年）9月22日 - 赤坂庶民夜学校開校。
- 1881年（明治14年） - 赤坂庶民夜学校が赤坂小に併合し、同校付属夜学校になる[6]。
- 1889年（明治22年）12月7日 - 総工費6840円をかけ、二階建て洋風校舎（木造）竣工。1918年まで使われた[7]。
- 1918年（大正7年）5月16日 - 新木造校舎竣工。
- 1923年（大正12年） - 開校50周年。
- 1936年（昭和11年） - 初代校旗制定[8]。
- 1943年（昭和18年） - 多摩地区へ疎開[9]。
- 1945年（昭和20年）5月24日 - 東京大空襲により校舎全焼する。
- 1949年（昭和24年） - 新校舎竣工により仮校舎とした氷川小から戻る。
- 1952年（昭和27年） - 第3校舎、講堂竣工[10]。校旗制定。
- 1962年（昭和37年） - 鉄筋校舎落成。第1校舎、第3校舎は解体。講堂が残る。
- 1973年（昭和48年）
  - 8月 - ピロティが一階に設置された。新体育館竣工[11]。
  - x月 - 開校100年。
- 1991年（平成3年）
  - 8月13日 赤坂（旧）・檜町・氷川の3小学校統合が決定される（区条例47号）。
  - 9月27日 赤坂小学校（旧）と檜町小学校を統合、赤坂小学校児童が檜町小学校に通学する。
- 1992年（平成4年）4月4日 - 区条例47号公布により閉校。120年の歴史に幕を下ろす。
- 1993年（平成5年） - 檜町小学校、氷川小学校が併合し新・赤坂小学校発足。

## 学校周辺
- 東京都道413号赤坂杉並線
- 東京メトロ千代田線 - 本校付近で、上記 東京都道413号赤坂杉並線の地下を通る。
- サントリー美術館
- ザ・リッツ・カールトン東京
- 檜町公園
- シリア大使館
- 聖パウロ女子修道院
- 乃木神社
- 旧乃木邸
- 港区立赤坂中学校
- 東京消防庁赤坂消防署新町出張所
- TBSホールディングス
  - TBSテレビ
  - TBSラジオ

## その他
- ウルトラQ 第6話「育てよ!カメ」では、TBSテレビ（当時:東京放送）の近くにあった旧檜町小学校（現在の赤坂小学校の地）を舞台にしている。校舎の外壁や内装が確認できる。
- 港区立赤坂中学校と掛け橋で繋がっている。小中一貫校となった。